# Немцы в Азербайджане

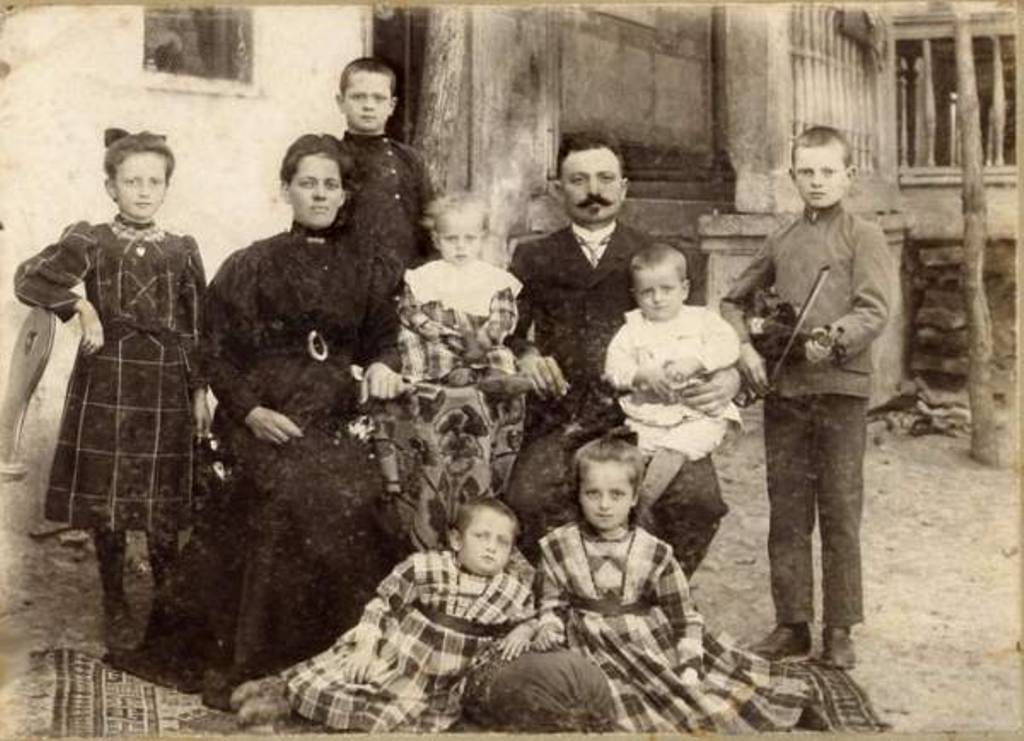
Швабская семья в Еленендорфе. 1910.

Азербайджанские немцы или немцы Азербайджана (азерб. Azərbaycan almanları, нем. Deutsche in Aserbaidschan) — этнические немцы, жившие на территории Азербайджана, и их прямые потомки.
В современной Германии выражение «российские немцы» (нем. Russlanddeutsche) употребляется также по отношению к этническим немцам, репатриировавшимся в Германию из СССР, начиная с 1951 года, а после 1991 года — к репатриантам из постсоветских государств. Также существует выражение кавказские немцы (нем. Kaukasiendeutsche), под которыми обозначаются немцы закавказского региона.

## Происхождение немецких поселений Азербайджана
Переселение немцев, в основном из Швабии, в Азербайджан происходило в 1819 году. Весной 1819 года немцы основали две колонии: Еленендорф и Анненфельд (ныне это города Гёйгёль и Шамкир). Спустя некоторое время было основано ещё пять колоний — Гринфельд, Траубенфельд, Елизаветинка, Эйгенфельд, Георгсфельд. Колонии Азербайджана были связаны между собой экономически и культурно, неофициальным центром являлся Еленендорф, который был самой большой немецкой колонией на Кавказе. Несмотря на культурное и языковое различие немцы и местные народы тесно контактировали в культурной и экономической сфере.

## Быт
Большинство немцев были крестьянами, которые и на новом месте занимались традиционным земледелием. Они создали многоотраслевое товарное сельское хозяйство и заняли свою нишу в капиталистической хозяйственной системе Российской империи. Немцы оказали влияние на появление и развитие на Кавказе некоторых отраслей хозяйства, способствовали распространению здесь новых или усовершенствованных орудий труда и передовых методов хозяйствования.

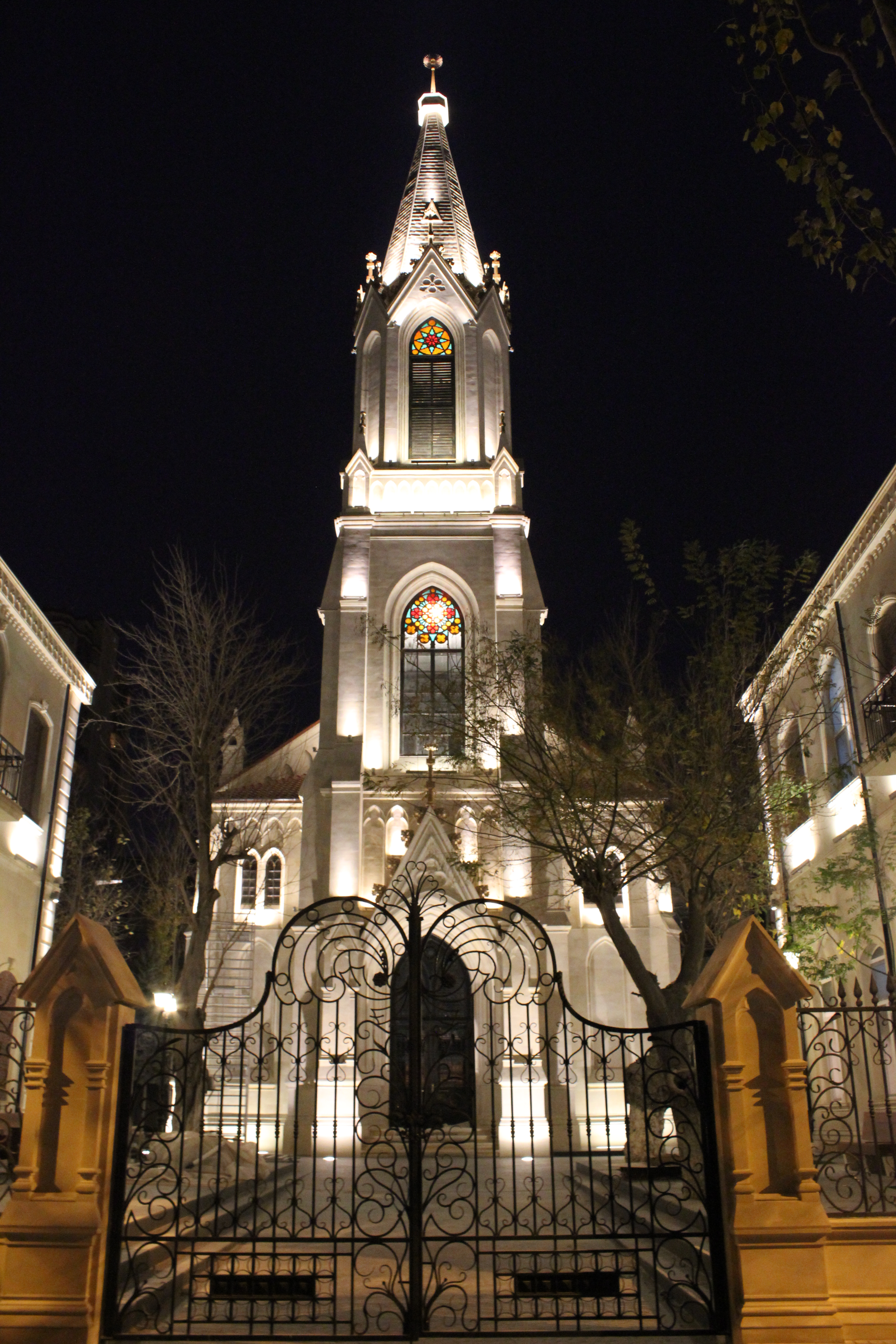
Лютеранская церковь в Баку
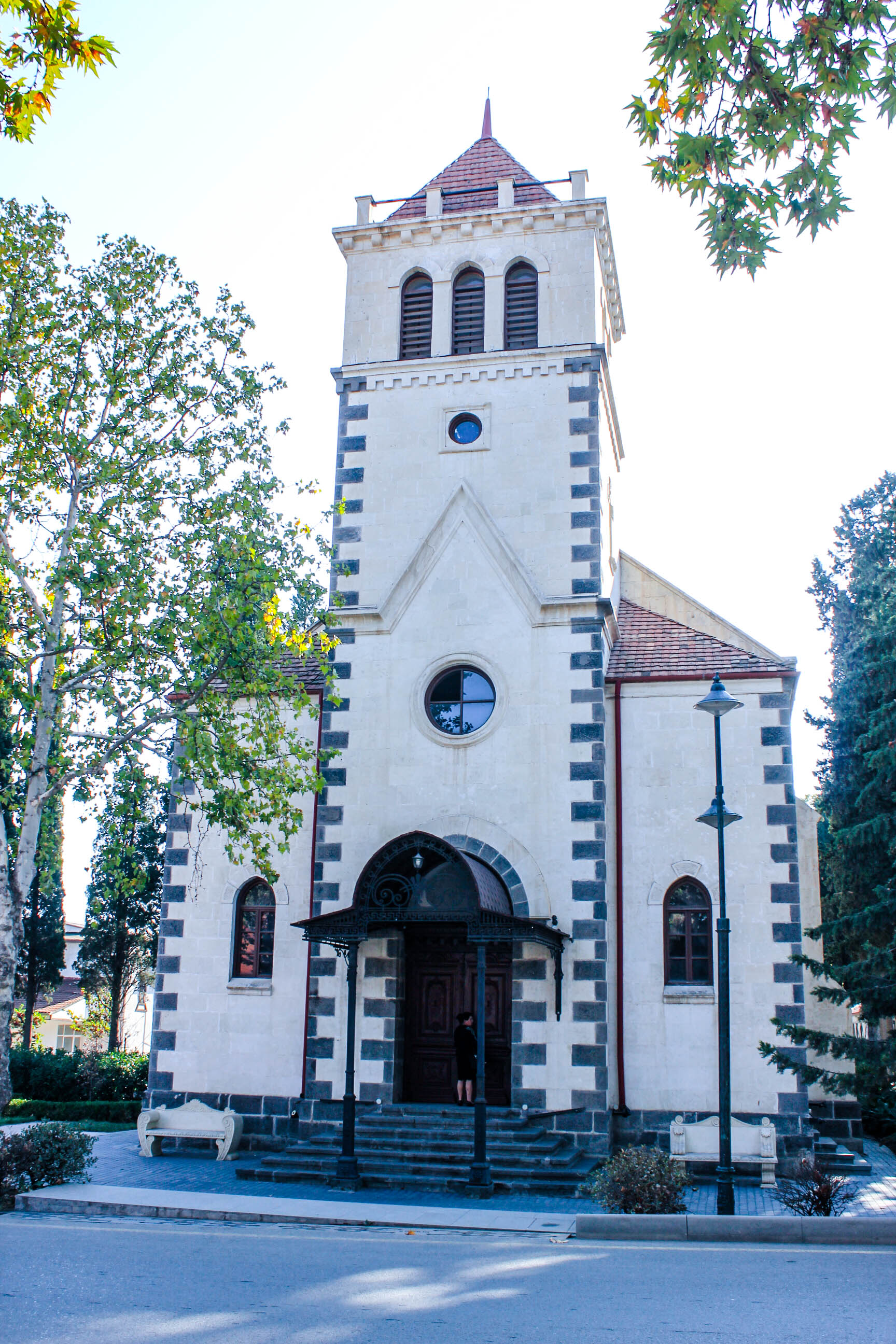
Лютеранская церковь в Шамкире
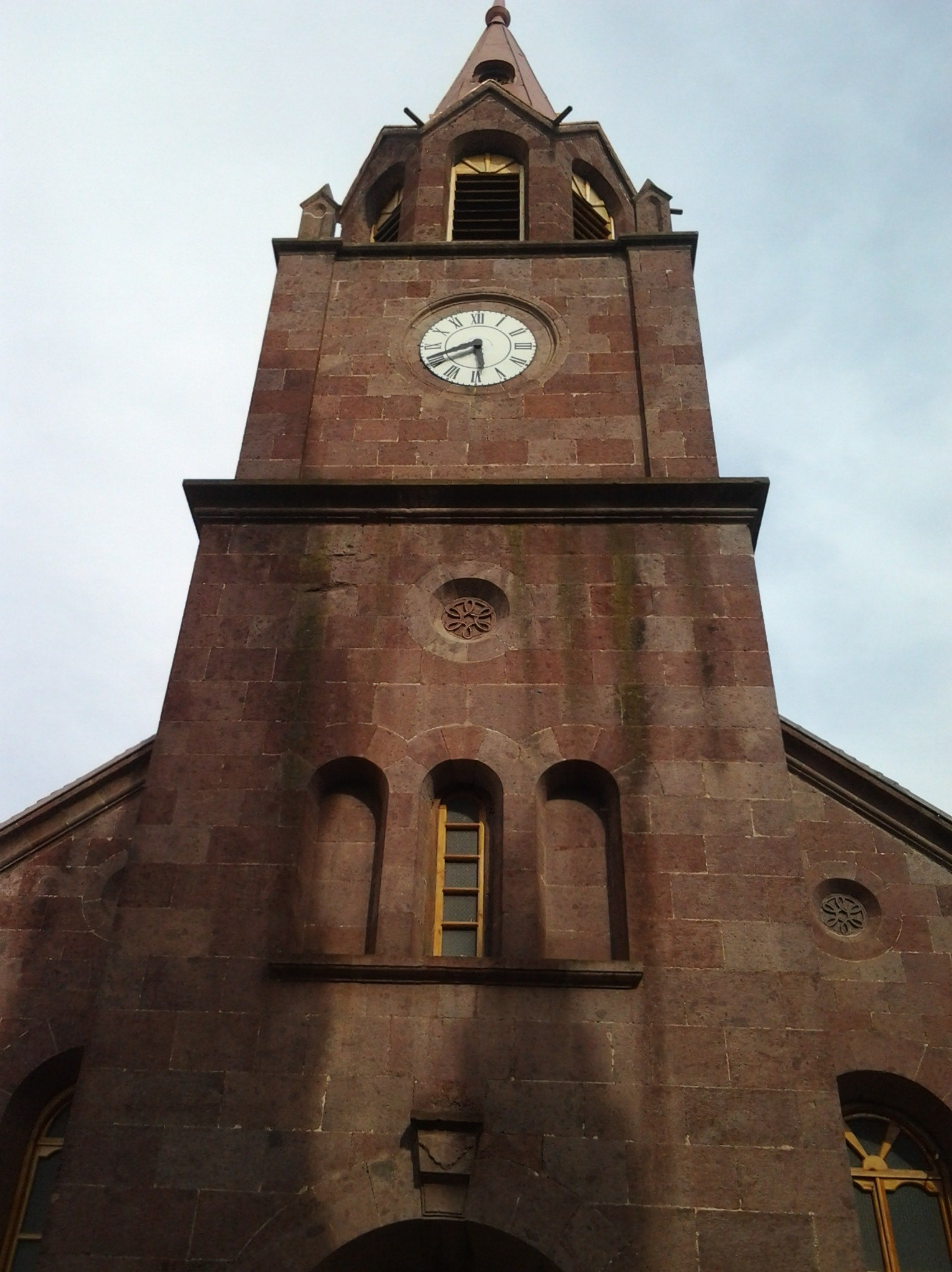
Лютеранская церковь в Гёйгёле